# Phelipanche hirtiflora
Phelipanche hirtiflora är en snyltrotsväxtart som först beskrevs av Reuter, och fick sitt nu gällande namn av Soják. Phelipanche hirtiflora ingår i släktet Phelipanche och familjen snyltrotsväxter. Inga underarter finns listade i Catalogue of Life.